# 서맨사 론슨
서맨사 주디스 론슨(영어: Samantha Judith Ronson, 1977년 8월 7일~)은 잉글랜드의 싱어송라이터이며, 잉글랜드의 디스크자키인 마크 론슨의 여동생이다.